# Peter Rice
Peter Rice, (Dundalk, 16 de enero de 1935 - Londres, 25 de octubre de 1992) fue un ingeniero estructural irlandés, especializado en estructuras de acero que participó en algunos de los proyectos más notables de arquitectura de mitad y finales del siglo XX. En 1992 recibió la medalla de Oro del RIBA, uno de los premios más prestigiosos mundialmente en el campo de la arquitectura.

## Biografía
Nació en Dundalk, en el Coundado de Louth, Irlanda y pasó su infancia entre esta localidad y los pueblos de Gyles Quay y Inniskeen. Cursó sus estudios en el Queen's Univesity of Belfast para trasladarse posteriormente el Imperial College London en Londres. Inicialmente se matriculó de ingeniería aeronáutica pero cambió de parecer y acabó estudiando ingeniería civil. Cuando terminó sus estudios entró a trabajar en el estudio de Ove Arup (Ove Arup & Partners) donde su primer encargo fue trabajar en la solución para la cubierta de la ópera de Sídney.

### Muerte
En 1991 le fue diagnosticado un tumor cerebral que acabaría causando su muerte en 1992.

## Premios y galardones
En 1992 se convirtió en el segundo ingeniero de la historia en recibir la medalla de Oro del RIBA, otorgada por el Real Instituto de Arquitectos Británico. El primer ingeniero en recibir tal reconocimiento fue Ove Arup. Además también fue el segundo irlandés en merecer este galardón después de Michael Scott.

## Premio Peter Rice
El Premio Peter Rice, lo estableció el Harvard University Graduate School of Design en el año 1994 en reconocimiento a los ideales y principios mostrados por el este eminente ingeniero.